# نیکل و هوگو
نیکل و هوگو (به انگلیسی: Nicole & Hugo) گروه موسیقی دو نفره بلژیکی بود.
آن‌ها نماینده بلژیک در یوروویژن ۱۹۷۳ بودند.